# Adelia ricinella
Adelia ricinella es una especie de árbol perteneciente a la familia Euphorbiaceae, dentro de la subfamilia Acalyphoideae. Es originario del Caribe, en Cuba se encuentra en el Parque nacional del Valle de Viñales.

## Descripción
Es un árbol o arbusto que alcanza hasta los 10 m de altura; ramas de corteza blancuzca, lampiñas. Las hojas son oblongas a obovadas, redondeadas, obtusas a agudas en el ápice, base estrecha. Las flores masculinas con pedicelo corto, sépalos de 2-3 mm, 8-15 estambres sobre una prominecia central; pedicelos femeninos de 1-5 cm, ovario tomentoso, disco peloso; cápsula 3-lobulada, de 6-8 mm; semillas pardas, globosas.

## Distribución
Se distribuye por Cuba, República Dominicana, Haití, Jamaica, Trinidad, Venezuela y Colombia. 

## Taxonomía
Adelia barbinervis fue descrita por Cham. & Schltdl. y publicado en Systema Naturae, Editio Decima 2: 1285, 1298. 1759.
Etimología
Adelia: nombre genérico qu deriva de las palabras griegas α, que significa "no", y δήλος ( delos ), que significa "visible". Se refiere a las dificultades experimentadas por Linnaeus en la interpretación del género.
ricinella: epíteto que significa "como ricinella" 
Sinonimia
- Ricinella ricinella (L.) Britton, Bull. New York Bot. Gard. 8: 395 (1917), nom. inval.
- Adelia pedunculosa A.Rich. in R.de la Sagra, Hist. Fis. Cuba, Bot. 2: 210 (1850).
- Ditaxis haemiolandra Griseb., Fl. Brit. W. I.: 44 (1859).
- Adelia sylvestris Griseb., Nachr. Königl. Ges. Wiss. Georg-Augusts-Univ. 1: 174 (1865).
- Croton sylvestris Poepp. ex Griseb., Nachr. Königl. Ges. Wiss. Georg-Augusts-Univ. 1: 174 (1865).
- Ricinella pedunculosa (A.Rich.) Müll.Arg., Linnaea 34: 154 (1865).
- Ricinella pedunculosa var. grandifolia Müll.Arg., Linnaea 34: 154 (1865).
- Ricinella haemiolandra (Griseb.) Müll.Arg. in A.P.de Candolle, Prodr. 15(2): 730 (1866).
- Ricinella sylvestris (Griseb.) Müll.Arg. in A.P.de Candolle, Prodr. 15(2): 730 (1866).
- Adelia haemiolandra (Griseb.) Pax & K.Hoffm. in H.G.A.Engler, Pflanzenr., IV, 147, VII: 67 (1914).
- Adelia macrophylla Urb., Repert. Spec. Nov. Regni Veg. 15: 409 (1919).[4][5]